# Elva (rzeka)
Elva, Ulila – rzeka w Estonii o długości 85,3 km. Jej zlewisko ma powierzchnię 451,4 km². Swój bieg rozpoczyna w Valgjärv, a kończy w Emajõgi.
W rzece występują lipień pospolity i pstrąg potokowy.